# Chaceus turikensis
Chaceus turikensis is een krabbensoort uit de familie van de Pseudothelphusidae. De wetenschappelijke naam van de soort is voor het eerst geldig gepubliceerd in 1994 door Rodríguez & Herrera.